# 제트 (1969년 영화)
《제트》(Z)는 프랑스와 알제리에서 제작된 코스타가브라스 감독의 1969년 스릴러, 드라마, 미스터리 영화이다. 이브 몽탕 등이 주연으로 출연하였고 자크 페랭 등이 제작에 참여하였다.

## 줄거리
핵무장 철폐를 주장하던 평화주의자 의원이 극우 반공주의자에 의해 살해 당한 뒤 정의를 찾지 못하고 군사 정부가 들어선다.

## 출연

### 주연
- 이브 몽탕
- 이레네 파파스
- 장루이 트랭티냥
- 샤를 데네르

### 조연
- 프랑수아 페리어
- 자크 페랭
- 피에르 둑스
- 조지스 게레
- 베르나르 프레송
- 마르셀 보주피
- 줄리안 귀오마르
- 마갈리 노엘
- 레나토 살바토리

## 기타
- 미술: 자크 도비디오
- 의상: 피에 볼셔